# Jules Fallet
Jules Alfred Fallet, né en 1883 à Dombresson, mort en 1954, est un architecte suisse, travaillant particulièrement dans les cantons de Neuchâtel et de Vaud.

## Biographie
Fils de luthier, Jules Fallet opte pour l'architecture et, vers 1898, à l'âge de 15 ans, se rend à Paris pour travailler quelques années dans un grand atelier d'architecture. Puis il revient en Suisse, où il pratique une architecture éclectique, le plus souvent empreinte d'esprit Heimatstil. Il œuvre au Locle, d'abord dans le cadre du bureau Oesch et Rossier (au sein duquel il rencontre le jeune Charles-Édouard Jeanneret, qui deviendra Le Corbusier), puis dès 1918 il s'établit à son propre compte. Il est alors très actif pour le monde de l'industrie horlogère, construisant des logements pour les ouvriers et des villas cossues pour les directeurs.
Vers 1930, la crise économique l'incite à déménager dans le canton de Vaud, et il s'établit à Pully. Il est dès lors actif la vallée de Joux, ou encore dans où la région lausannoise, qui lui doit nombre de villas familiales ainsi que l'église protestante de Chamblandes à Pully.

## Œuvres
- 1918: Le Locle, villa Riantmont (rue du Midi 17a).
- 1918-19: Le Locle, villa Georges Perrenoud (chemin de Mi-Côte 11).
- 1929: Pully, Villa Colombia, (Boulevard de la Forêt 51).
- 1930  Pully, maison de l'architecte (avenue de Lavaux 93).
- 1933: Le Sentier, maison d'habitation inspirée de la ferme bernoise (chemin des Mélèzes 14).
- 1937: Pully, temple protestant de Chamblandes.
- 1937: Pully, villa America (chemin des Lupins 1), maison de Victor Benninger (*2004)
- 1943: L'Orient, villa (rue centrale 16[2]).